# Tène Youssouf Gueye
Tène Youssouf Gueye (Kaédi, 1928-1988) fue un escritor mauritano francófono.
Presidente de la Asociación de Escritores de Mauritania y alto funcionario tras la independencia del país, fue muy crítico con la política gubernamental Mauritania por lo que fue encarcelado y más tarde murió en prisión. 

## Obra
- Les exilés du Goumel, 1968
- A l'orée du Sahel, 1975
- Sahéliennes, 1975
- Rella, 1985